# Komparator
Komparator – układ kombinacyjny służący do porównywania dwóch liczb binarnych (komparator cyfrowy) albo dwóch poziomów napięć (komparator analogowy).

## Komparator analogowy

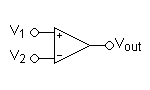
Symbol komparatora analogowego

Ten rodzaj komparatora porównuje napięcia (lub prądy) przyłożone do wejść, a na wyjściu podaje sygnał zależny od tego, który z sygnałów wejściowych jest większy. Komparator posiada dwa analogowe wejścia {\displaystyle V_{+}} i {\displaystyle V_{-}} oraz jedno binarne wyjście {\displaystyle V_{\mathrm {o} }.} Sygnał wyjściowy idealnego komparatora wynosi:
{\displaystyle V_{\mathrm {o} }={\begin{cases}1,&{\mbox{gdy }}V_{+}>V_{-}\\0,&{\mbox{gdy }}V_{+}<V_{-}\end{cases}}}

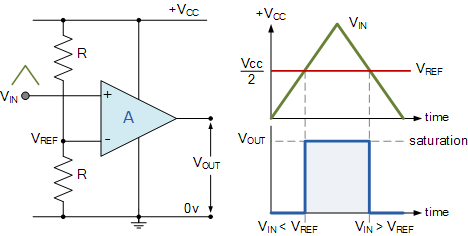
Przebiegi napięć w komparatorze analogowym

Komparatory wykonuje się w oparciu o wzmacniacze operacyjne. Przykładem komparatora analogowego jest układ scalony LM339.

## Tabela prawdy
| {\displaystyle V_{+}} | {\displaystyle V_{-}} | V_0 |
| --------------------- | --------------------- | --- |
| 0                     | 0                     | 0   |
| 0                     | 1                     | 0   |
| 1                     | 0                     | 1   |
| 1                     | 1                     | 0   |

{\displaystyle V_{+}},{\displaystyle V_{-}} - wejścia
V_0 - wyjście

## Komparator cyfrowy

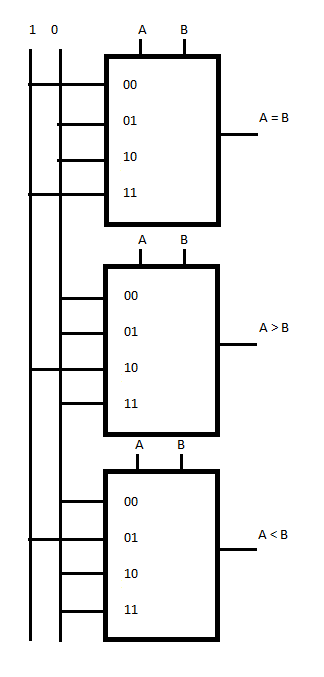
Komparator cyfrowy wykorzystujący multipleksery

W przypadku komparatorów cyfrowych jedynka na jednym z trzech wyjść komparatora informuje, w jakiej relacji względem siebie (mniejsze, równe lub większe) są liczby podawane na jego wejścia. Komparatory można łączyć kaskadowo, co umożliwia porównywanie liczb (w naturalnym kodzie dwójkowym lub w kodzie BCD) o dowolnej długości.
Najprostszym komparatorem cyfrowym jest bramka logiczna XNOR, ponieważ na jej wyjściu pojawia się 1 tylko wtedy, gdy stany logiczne na obu wejściach bitowych są równe.